# Frank Illge
Frank Illge (* 2. Juli 1960 in Leipzig) ist ein ehemaliger deutscher Fußballspieler. Zwischen 1983 und 1990 spielte er für die BSG Chemie Leipzig und den FC Sachsen Leipzig in der DDR-Oberliga, der höchsten Liga im DDR-Fußball.

## Sportliche Laufbahn
Schon seit 1966 spielte Frank Illge bei Chemie Leipzig, wo er in der Kindermannschaft begann. Im Männerbereich wurde er von der Saison 1978/79 an sporadisch als Mittelfeldspieler eingesetzt. Als 1979 die 1. Männermannschaft in die Oberliga aufstieg, spielte die bisherige 2. Mannschaft 1979/80 in der Nachwuchsoberliga-Mannschaft. Dort behielt Illge seine Position als linker Mittelfeldspieler, wurde in den 26 Spielen elfmal aufgeboten und erzielte zwei Tore. Daneben erhielt er auch die Chance, sich in der DDR-Oberliga zu bewähren. Trainer Dieter Sommer setzte ihn in sechs Begegnungen ein, in denen er fünfmal über die volle Spieldauer in der Startelf stand. Chemie konnte sich nicht in der Oberliga halten und spielte ab 1980/81 wieder in der DDR-Liga. Zu dieser Saison wurde Illge erstmals offiziell in den Kader der 1. Mannschaft aufgenommen. Bis zum 8. Spieltag wurde er in sechs Ligaspielen auf seiner gewohnten Position eingesetzt, danach wurde er zum Wehrdienst in der Nationalen Volksarmee eingezogen. 
Während seiner 18-monatigen Armeezeit konnte Illge bei der Armeesportgemeinschaft Vorwärts Plauen weiter Fußball in der DDR-Liga spielen. Der Übungsleiter Lothar Pacholski ließ ihn durchgehend als Linksaußenstürmer spielen, und Illge setzte sich mit seinen elf Einsätzen als Stammspieler durch. Nach der Saison 1980/81 stieg Vorwärts Plauen in die Bezirksliga ab. Unter Mitwirkung von Illge stiegen die Armeefußballer umgehend wieder in die DDR-Liga auf.
Zur Saison 1982/83 kehrte Illge zur BSG Chemie Leipzig zurück, die noch immer in der DDR-Liga spielte. Leipzigs Trainer Wolfgang Müller holte Illge ins Mittelfeld zurück, der sich auch dort wieder als Stammspieler durchsetzte und 21 der 22 Ligaspiele bestritt. Seine Mannschaft wurde Staffelsieger und schaffte über die Aufstiegsrunde nach vier Jahren die Rückkehr in die Oberliga. Illge hatte alle acht Qualifikationsspiele absolviert und mit zwei Toren zum Aufstieg beigetragen. In der Oberligasaison 1983/84 konnte Illge seinen Stammplatz verteidigen, denn er kam in allen 26 Punktspielen zum Einsatz. Er wurde auf wechselnden Positionen im Mittelfeld eingesetzt und war zweifacher Torschütze. Am Saisonende musste Chemie Leipzig zwei Relegationsspiele um den Klassenerhalt gegen den punktgleichen 1. FC Union Berlin austragen. Mit 1:1 und 2:1 setzten sich die Leipziger durch, wobei Illge in beiden Spielen dabei war. Auch 1984/85 schien Illge seinen Stammplatz sicher zu haben, außerdem wurde er zum Mannschaftskapitän bestimmt. Nach der Winterpause ließ ihn Trainer Gerd Struppert für den ausgeschiedenen Joachim Fritsche Libero spielen, doch bereits nach zwei Spielen fiel auch Illgen wegen einer Meniskusoperation für den Rest der Saison aus. 
Als Illge zu Beginn der Saison 1985/86 wieder genesen war, spielte Chemie Leipzig nach dem vorhergegangenen Oberligaabstieg wieder in der DDR-Liga. Dieser Zustand hielt fünf Spielzeiten an, in denen Illge stets zum Aufgebot der 1. Mannschaft gehörte und bis 1990 Mannschaftskapitän blieb. Von den in dieser Zeit ausgetragenen 170 Ligaspielen wurde er 156-mal aufgeboten und war als rechter Mittelfeldakteur gesetzt. Mit seinen neun Treffern gehörte er in jeder Saison zu den Torschützen seiner Mannschaft. Wendebedingt kam es vor der Saison 1990/91 zur Fusion von Chemie Leipzig und Chemie Böhlen zum FC Sachsen Leipzig, der den Aufstiegsplatz von Böhlen in der Oberliga übernahm. Zum Kader des FC Sachsen gehörte auch der inzwischen 30-jährige Frank Illge. Er verlor aber seinen Status als Stammspieler und kam nur noch in der Hinrunde zu sieben Einsätzen in der Oberliga, bei denen er nur vier Spiele über 90 Minuten bestritt. 
1991 ließ sich Illge im niedersächsischen Hameln nieder und schloss sich dem viertklassigen Verbandsligisten SpVgg Preußen Hameln an. 1993 stieg er mit der Mannschaft in die Oberliga Nord auf und wurde ab 1995 ihr Trainer. Von 1997 trainiert Illge unterklassige Mannschaften in Aerzen, Sonneborn (Barntrup) und Lügde.